# 玛丽亚娜·韦雷
玛丽亚娜·韦雷（芬蘭語：Marjaana Väre，1967年1月10日—），芬兰女子游泳、田径运动员。她曾代表芬兰参加1992年、1996年、2004年和2008年夏季残疾人奥林匹克运动会，获得一枚金牌。